# Super agente speciale
Super agente speciale (Simon Sez) è un film statunitense del 1999 diretto da Kevin Alyn Elders.

## Trama
L'agente dell'Interpol Simon Sez viene inviato in missione in Francia, per salvare una ragazza rapita da un trafficante d'armi.